# ازین اوکپارائبو
ازین اوکپارائبو (نروژی: Ezinne Okparaebo؛ زادهٔ ۳ مارس ۱۹۸۸) دونده زن اهل نروژ است.
وی در مسابقات کشوری و بین‌المللی در مجموع برندهٔ ۱۸ مدال طلا، ۳ مدال نقره، ۱ مدال برنز شده‌است.